# Église orthodoxe vieille-calendariste de Bulgarie
L'Église orthodoxe vieille-calendariste de Bulgarie est une Église orthodoxe vieille-calendariste. 
L'Église orthodoxe bulgare a adopté, en 1968, le calendrier julien révisé alors que le pays utilise le calendrier grégorien depuis 1916. Mais l'adoption du nouveau calendrier n'a jamais fait l'unanimité au sein de l'Église bulgare. 
L'Église orthodoxe vieille-calendariste de Bulgarie est née, en 1990, d'un schisme avec l'Église orthodoxe bulgare, du fait du refus de la réforme de 1968 et de la volonté de revenir au calendrier julien. Elle se constitue en tant qu'éparchie de l'Église des vrais chrétiens orthodoxes de Grèce et obtient l'autocéphalie en 1993.
Le chef de l'Église porte le titre d'évêque de Triaditza (ancien nom de la ville de Sofia), avec résidence à Sofia. Elle est dirigée depuis le 17 janvier 1993 par Photii de Triaditza. Depuis 2016, Photii porte le titre de métropolite.
À la suite d'une décision de la Cour européenne des droits de l'Homme (CEDH), le 20 avril 2021, la Cour suprême de cassation de Bulgarie ordonne l'enregistrement de l'Église orthodoxe vieille-calendariste de Bulgarie dans le registre des confessions religieuses. Ceci amena le Parlement bulgare a adopté en urgence une loi, le 31 janvier 2025, faisant de l'Église orthodoxe bulgare le seul représentant du culte orthodoxe traditionnel en Bulgarie. Le sujet fait l'objet d'un suivi par la CEDH.